# Balenă albastră
Balena albastră (Balaenoptera musculus) este un mamifer marin din subordinul balenelor cu fanoane (Mysticeti). Cu o lungime de 30 m și cu o masă corporală de peste 170 tone, este cel mai mare animal cunoscut care ar fi existat vreodată.
Lung și zvelt, corpul balenei albastre poate avea tente diferite de gri-albăstrui pe partea dorsală. Există cel puțin trei subspecii distincte: B. m. musculus în Atlanticul de Nord și Pacificul de Nord, B. m. intermedia în Oceanul Antarctic și B. m. brevicauda (denumită și balena albastră pigmeu) găsită în Oceanul Indian și în Pacificul de Sud. B. m. indica, din Oceanul Indian, ar putea fi o altă subspecie. Ca și în cazul celorlalte balene, hrana sa o constituie, aproape exclusiv, mici crustacei denumiți krill.
Până la începutul secolului al XX-lea balenele albastre erau abundente în aproape toate oceanele de pe Pământ. Vânătorii de balene le-au vânat timp de peste o sută de ani până au ajuns aproape de dispariție, și au fost protejate de comunitatea internațională în 1966. Un raport din 2002 estima că mai există între 5.000 și 12.000 de balene albastre în toată lumea, aflate în cel puțin cinci grupuri. Cercetări mai recente asupra subspeciei pigmeu sugerează că cifrele sunt o subestimare. Înainte de epoca vânătorii, cele mai mari populații se găseau în Antarctica și numărau circa 239.000 indivizi (între 202.000 și 311.000). Mai există două concentrații mult mai mici (de circa 2.000) în grupurile din Pacificul de Nord, Antarctica și Oceanul Indian. Alte două grupuri există în Atlanticul de Nord și cel puțin două în emisfera sudică.

## Taxonomie
Balenele albastre sunt rorquali (din familia Balaenopteridae), familie ce cuprinde balena cu cocoașă, balena nordică, balena tropicală, balena sei și balena știucă. Familia Balaenopteridae este considerată a fi evoluat din alte familii ale subordinului Mysticeti în oligocenul mijlociu. Nu se știe când s-au despărțit speciile acestei familii unele de altele.
Balena albastră este clasificată de regulă ca una dintre cele opt specii ale genului Balaenoptera; o autoritate o plasează într-un gen monotipic separat, denumit Sibbaldus, dar nicio altă lucrare nu acceptă această clasificare. Analiza ADN arată că balena albastră este cea mai apropiată din punct de vedere filogenetic de balena sei (Balaenoptera borealis) și de balena tropicală (Balaenoptera brydei) decât de alte specii din Balaenoptera, fiind mai apropiată de balena cu cocoașă (Megaptera) și de balena cenușie (Eschrichtius) decât de balena știucă (Balaenoptera acutorostrata și Balaenoptera bonaerensis). Dacă alte cercetări vor confirma aceste relații, va fi necesară o reclasificare a rorqualilor.
Au existat cel puțin 11 cazuri atestate de adulți hibrizi de balenă albastră cu balenă nordică în sălbăticie. Arnason și Gullberg descriu distanța genetică între cele două specii ca fiind aceeași ca între om și gorilă. Cercetătorii ce lucrau în largul coastelor insulelor Fiji cred că au fotografiat un hibrid între o balenă albastră și una cu cocoașă.
Prima descriere publicată a balenei albastre provine din Phalainologia Nova de Robert Sibbald (1694). În septembrie 1692, Sibbald a găsit o balenă albastră eșuată în estuarul Forthului — un mascul de 23,8 m lungime, cu „plăci negre, cornoase” și „două deschideri albastre mari de formă aproape piramidală”.
Numele specific musculus este un termen latinesc ce poate însemna „mușchi”, dar și „șoricel”. Carl Linnaeus, care a dat denumirea speciei în opera sa Systema Naturae din 1758, știa aceasta și este posibil chiar să fi dorit o denumire ironică, cu dublu sens. Herman Melville a denumit specia „fund de pucioasă” (în engleză sulphur-bottom) în romanul său Moby-Dick din cauza unei tente brun-orange sau galbene de pe partea ventrală, datorate unor pelicule de diatomee de pe piele. Alte denumiri ale balenei albastre au fost și rorqualul lui Sibbald (după Sibbald, care a descris pentru prima oară specia), marea balenă albastră și marele rorqual nordic. Aceste denumiri nu se mai folosesc. Prima utilizare atestată a termenului de „balenă albastră” a fost în Moby-Dick de Melville, care o amintește doar în treacăt și nu o atribuie speciei în chestiune. Numele provine de fapt de la norvegianul blåhval, introdus de Svend Foyn la scurt timp după ce a perfecționat harponul; omul de știință norvegian G. O. Sars l-a adoptat ca nume comun în norvegiană în 1874.
Autoritățile clasifică specia în trei sau patru subspecii: B. m. musculus, balena albastră nordică, cu populațiile din Pacificul de Nord și Atlanticul de Nord, B. m. intermedia, balena albastră sudică din Oceanul Antarctic, B. m. brevicauda, balena albastră pigmeu găsită în Oceanul Indian și Pacificul de Sud, și mai problematica B. m. indica, marele rorqual indian, care se găsește și în Oceanul Indian și, deși descris mai devreme, ar putea fi aceeași subspecie ca și B. m. brevicauda.

## Descriere și comportament

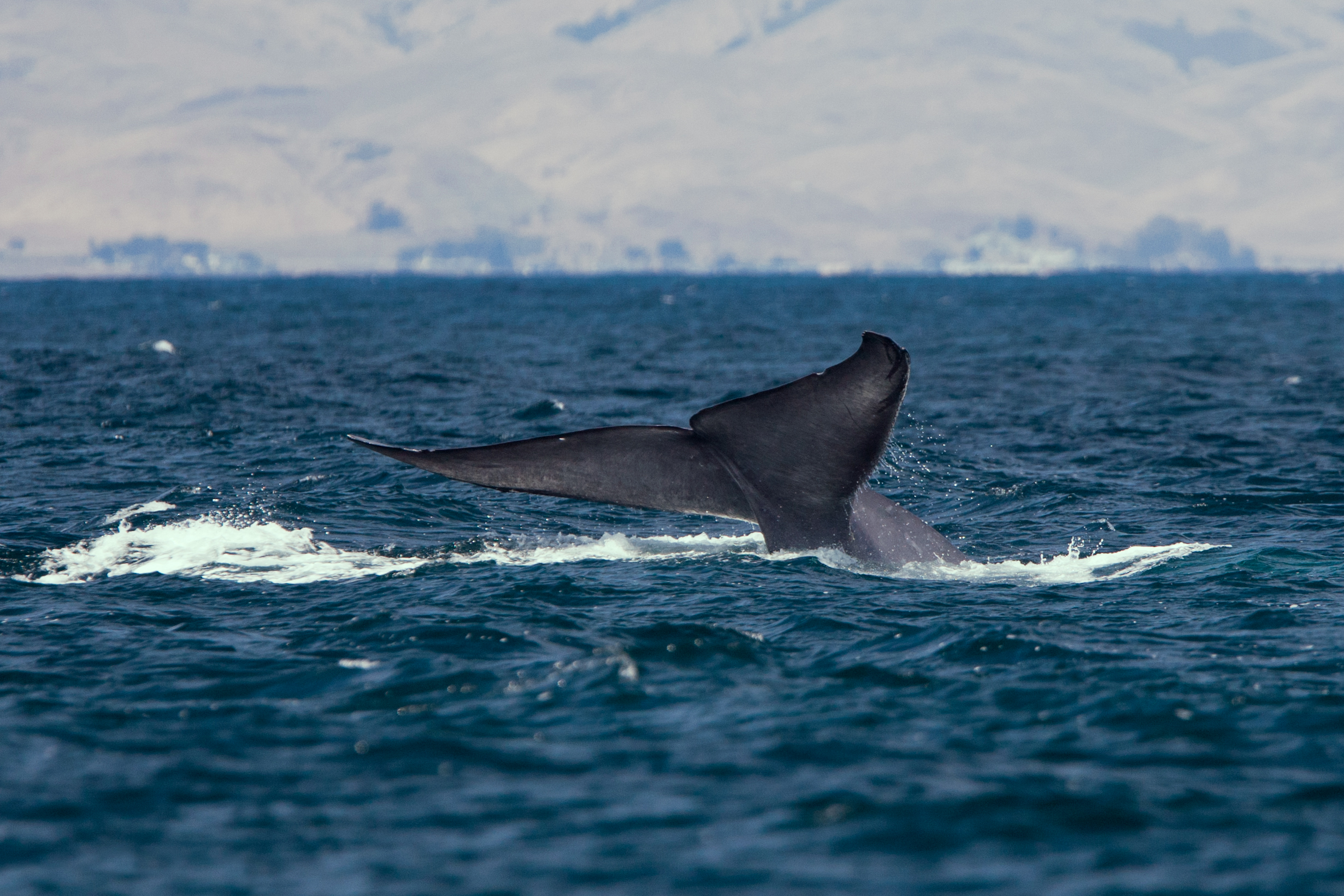
O balenă albastră ridicându-și coada

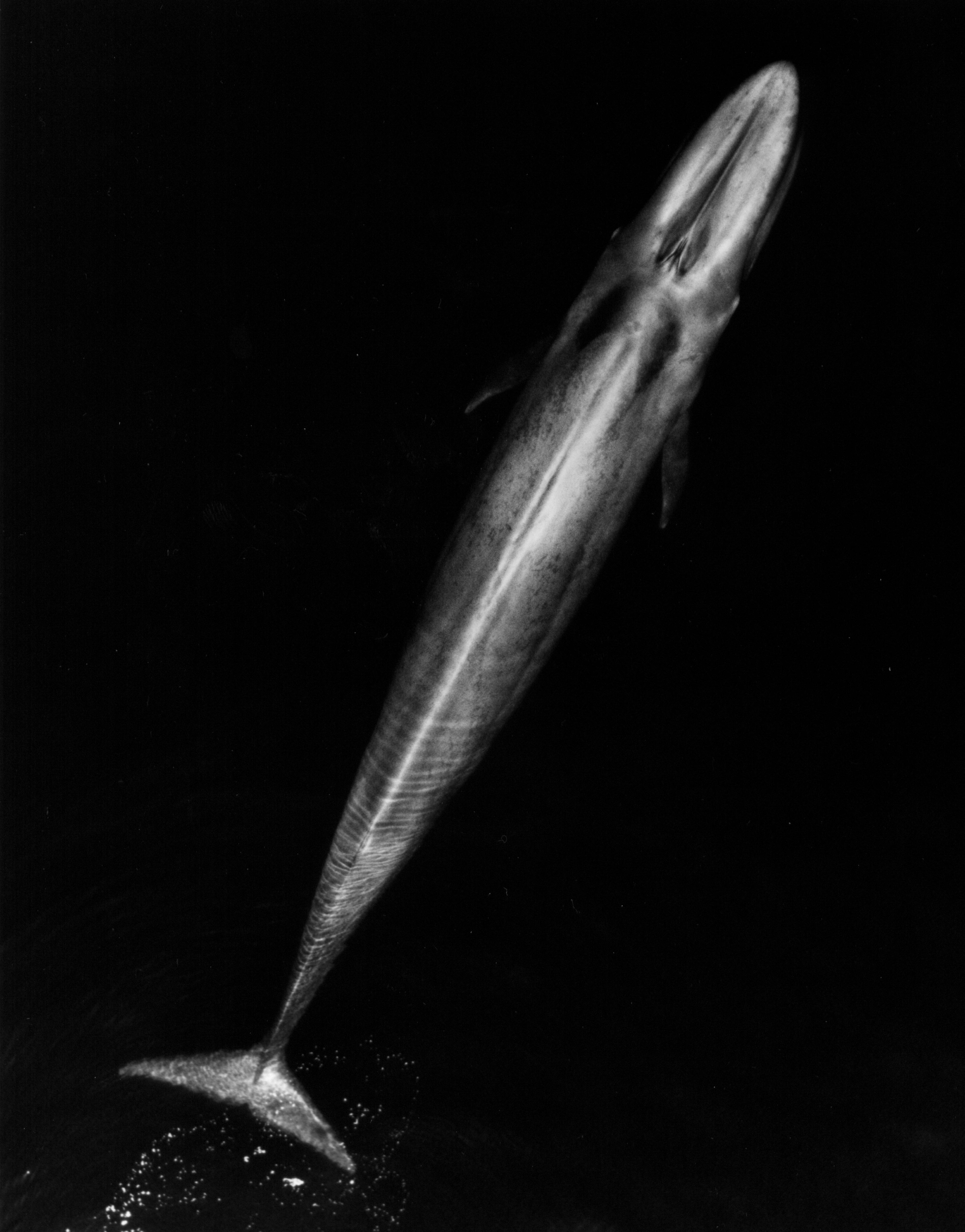
Balenă albastră adultă

Balena albastră are un corp alungit, cu formă hidrodinamică, ce pare mai alungit față de al altor cetacee. Capul este turtit, în formă de U și are o creastă proeminentă de la orificiile respiratorii până la buza superioară. Partea din față a gurii este acoperită cu fanoane; circa 300 de fanoane (fiecare de un metru lungime) atârnă de maxilar, pătrunzând 0,5 m în interiorul gurii. Între 70 și 118 de șanțuri (denumite pliuri ventrale) se întind de-a lungul gâtului, paralel cu lungimea corpului. Aceste pliuri ajută la evacuarea apei din gură după hrănire.
Înotătoarea dorsală este mică, de o înălțime aflată între 8–70 cm (de obicei 20–40 cm) cu o medie de circa 28 cm. Este vizibilă pentru doar un scurt moment în timpul scufundării. Aflată la circa trei sferturi din distanță de-a lungul corpului, ea are forme diferite de la un individ la altul; unele balene au doar o excrescență abia vizibilă, dar altele au înotătoare dorsale proeminente și falciforme (în formă de seceră). Când se ridică la suprafață pentru a respira, balena albastră își scoate umărul și orificiile respiratoare din apă mai mult decât alte cetacee, cum ar fi balena înotătoare sau balena sei. Această trăsătură poate fi folosită pentru identificarea speciei pe mare. Unele balene albastre din Atlanticul de Nord și din Pacificul de Nord își ridică vârful cozii atunci când se scufundă. Când respiră, balena lansează o spectaculoasă coloană verticală de apă de până la 12 m, de regulă de 9 m. Capacitatea pulmonară este de 5.000 de litri. Balenele albastre au două orificii respiratorii protejate de o membrană mare pentru închidere.
Înotătoarele pectorale au 3–4 m lungime. Părțile superioare sunt cenușii, cu o margine subțire albă; părțile inferioare sunt albe. Capul și vârful cozii sunt în general uniform cenușii. Părțile superioare ale corpului balenei, și uneori și înotătoarele pectorale, sunt de regulă pestrițe, în diverse grade de la individ la individ. Unele pot fi de un cenușiu de culoarea ardeziei, dar altele prezintă o considerabilă variație de albastru închis, cenușiu și roșu, toate ușor pestrițe.
Balenele albastre pot atinge viteze de 50 km/h pe distanțe scurte, de regulă când interacționează cu alte balene, dar 20 km/h este o viteză de deplasare mai obișnuită. Când se hrănesc, încetinesc până la 5 km/h.
Balenele albastre trăiesc cel mai adesea singure sau cu un singur alt individ. Nu se cunoaște cât timp rămân împreună cuplurile în călătorie. În locurile unde este o concentrație ridicată de hrană, s-au observat până la 50 de balene albastre pe o arie restrânsă. Ele nu formează grupurile mari și strâns închegate care au fost observate la alte specii de balene.

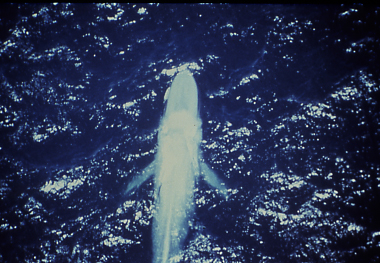
Vedere din aer a unei balene albastre, în care se văd ambele înotătoare pectorale

### Dimensiuni și caracteristici fizice

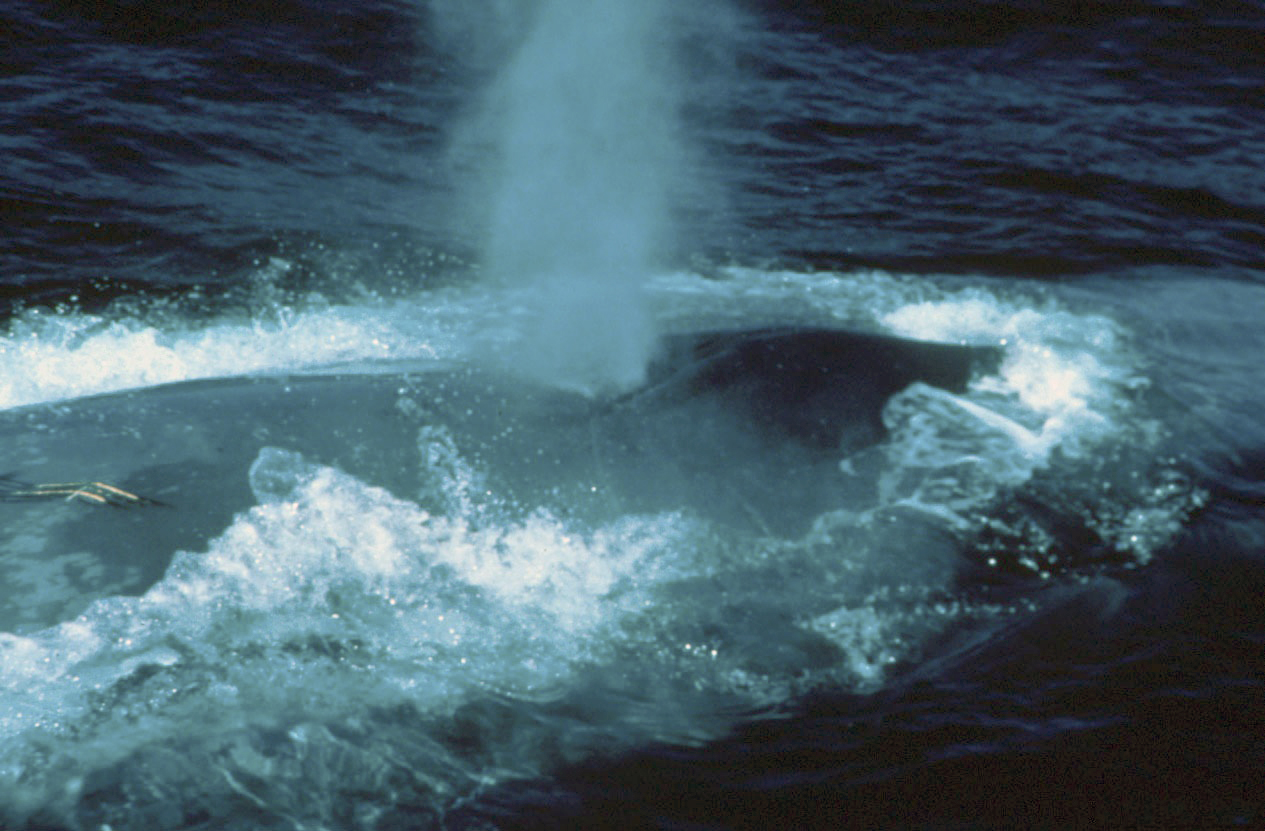
Expirația unei balene albastre

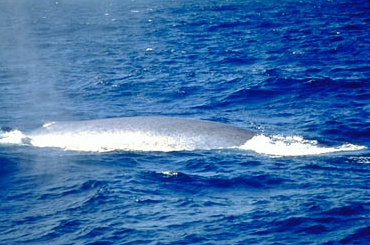
Mica înotătoare dorsală a aceste balene albastre se vede în partea stângă a imaginii.

Balena albastră este cel mai mare animal cunoscut că ar fi trăit vreodată. Cel mai mare dinozaur cunoscut al erei mezozoice a fost Argentinosaurus, despre care se estimează că ar fi cântărit până la 90 tone.
Balenele albastre sunt dificil de cântărit din cauza dimensiunilor lor. Ca și în cazul majorității cetaceelor mari care au fost vânate, balenele albastre adulte nu au fost niciodată cântărite întregi, ci au fost mai întâi tăiate în bucăți mai ușor de prelucrat. Din această cauză, masa corporală totală a balenei a fost subestimată în urma pierderilor de sânge și alte lichide. Cu toate acestea, s-au înregistrat măsurători între 150–170 tone la animale cu o lungime de 27 m. Masa totală unui individ de 30 m lungime este considerată de către National Marine Mammal Laboratory (NMML) din SUA a fi de peste 180 tone. Cea mai mare balenă albastră cântărită cu precizie de oamenii de știință de la NMML a fost o femelă ce cântărea 177 tone. În general, balenele albastre din Atlanticul și Pacificul de Nord par a fi mai mici în medie decât cele din apele subantarctice.
Există unele incertitudini privind care este cea mai mare balenă albastră găsită vreodată, întrucât majoritatea datelor provin de la balenele albastre ucise în apele antarctice în prima jumătate a secolului al XX-lea, și au fost colectate de vânători de balene care nu își însușiseră tehnicile zoologice în ceea ce privește măsurarea și cântărirea lor. Cea mai grea balenă cântărită vreodată avea 190 tone. Cele mai lungi balene observate vreodată au fost două femele de 33,6 m și respectiv 33,3 m, însă în niciunul din aceste cazuri nu s-au colectat date privind greutatea. Cea mai lungă balenă măsurată de oamenii de știință de la NMML avea 29,9 m, era femelă și a fost capturată în Antarctica de vânătorii de balene japonezi în 1946–47. Locotenentul Quentin R. Walsh, USCG, acționând ca inspector de vânătoare pe vasul Ulysses, a verificat măsurarea unei balene albastre gestante de 30 m lungime capturată în Antarctica în sezonul 1937–38. Cea mai lungă balenă găsită în Pacificul de Nord a fost o femelă de 27,1 m prinsă de vânătorii japonezi în 1959, iar cea mai lungă găsită în Atlanticul de Nord a fost o femelă de 28,1 m capturată în Strâmtoarea Davis.

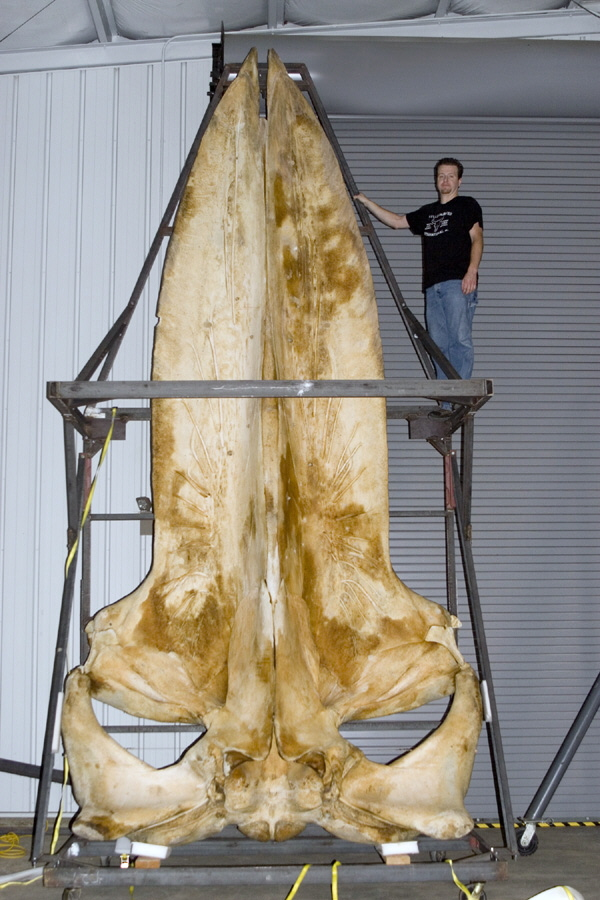
Craniu de balenă albastră lung de în colecțiile Muzeului Smithsonian de Istorie Naturală

Datorită dimensiunilor mari, mai multe dintre organele balenei albastre sunt cele mai mari din regnul animal. Limba unei balene albastre cântărește circa 2,7 tone și, când este deschisă la maximum, gura este suficient de mare pentru a conține până la 90 tone de apă și hrană. În ciuda dimensiunii gurii, gâtul este atât de îngust încât o balenă albastră nu poate înghiți un obiect cu un diametru mai mare decât cel al unei mingi de plajă. Inima cântărește 600 kg și este cea mai mare inimă a vreunui animal. Aorta toracică este estimată a avea 23 cm în diametru. În primele șapte luni de viață, un pui de balenă albastră bea circa 400 l de lapte zilnic. Puii de balenă albastră cresc rapid în greutate, cu până la 90 kg pe zi. Chiar la naștere, ei cântăresc până la 2.700 kg — cât un hipopotam matur. Balenele albastre au un creier relativ mic, de doar 6,92 kg, aproximativ 0,007% din masa corporală totală.

### Hrănirea
Balenele albastre se hrănesc în general cu krill, deși consumă, în cantități mai mici, și copepode. Aceste specii de zooplancton consumate de balenele albastre diferă de la ocean la ocean. În Atlanticul de Nord, hrana obișnuită este formată din Meganyctiphanes norvegica, Thysanoessa raschii, Thysanoessa inermis și Thysanoessa longicaudata; în Pacificul de Nord, Euphausia pacifica, Thysanoessa inermis, Thysanoessa longipes, Thysanoessa spinifera, Nyctiphanes symplex și Nematoscelis megalops; iar în Antarctica, Euphausia superba, Euphausia crystallorophias și Euphausia valentini.

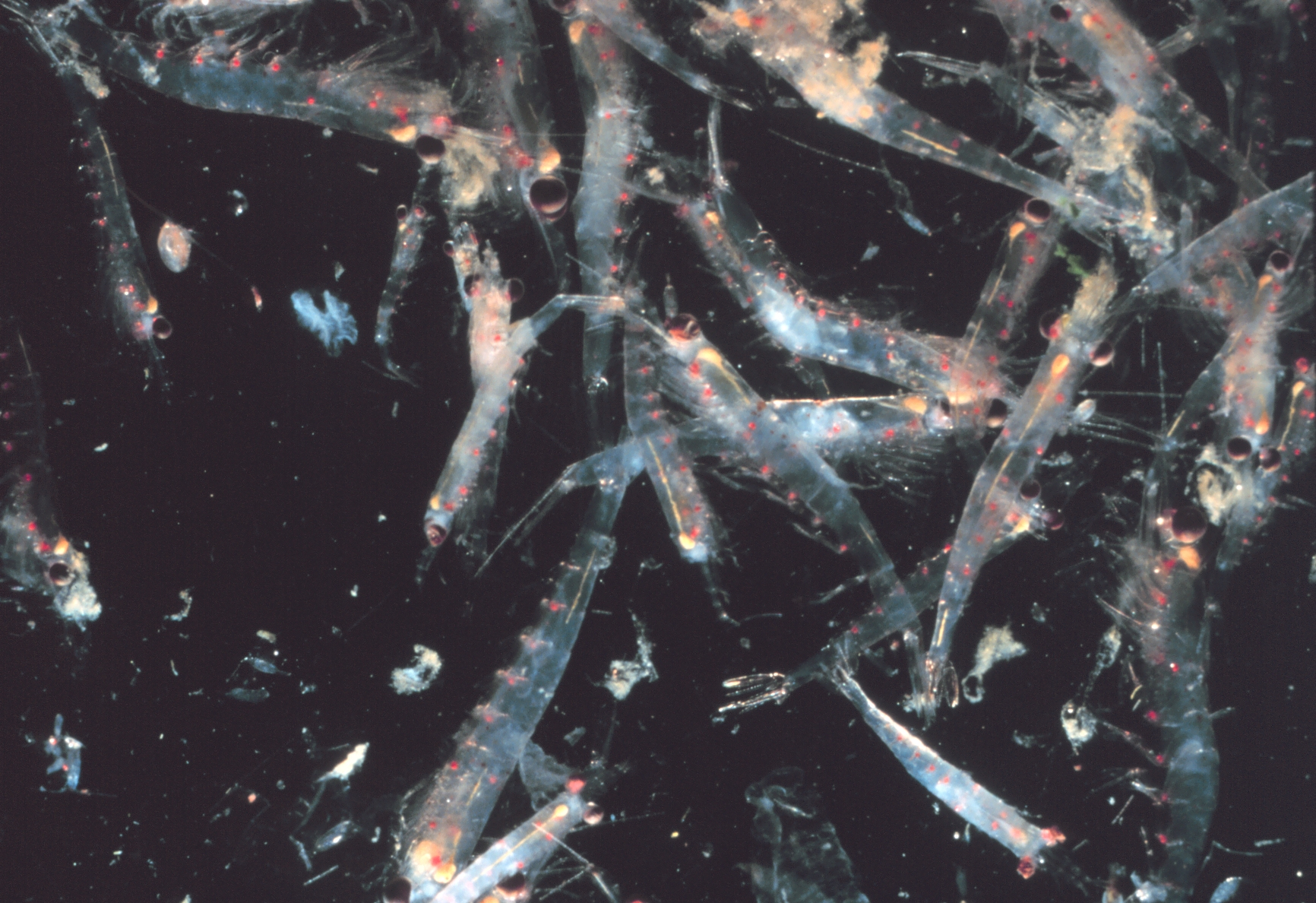
Krill-ul, baza alimentației balenei albastre.

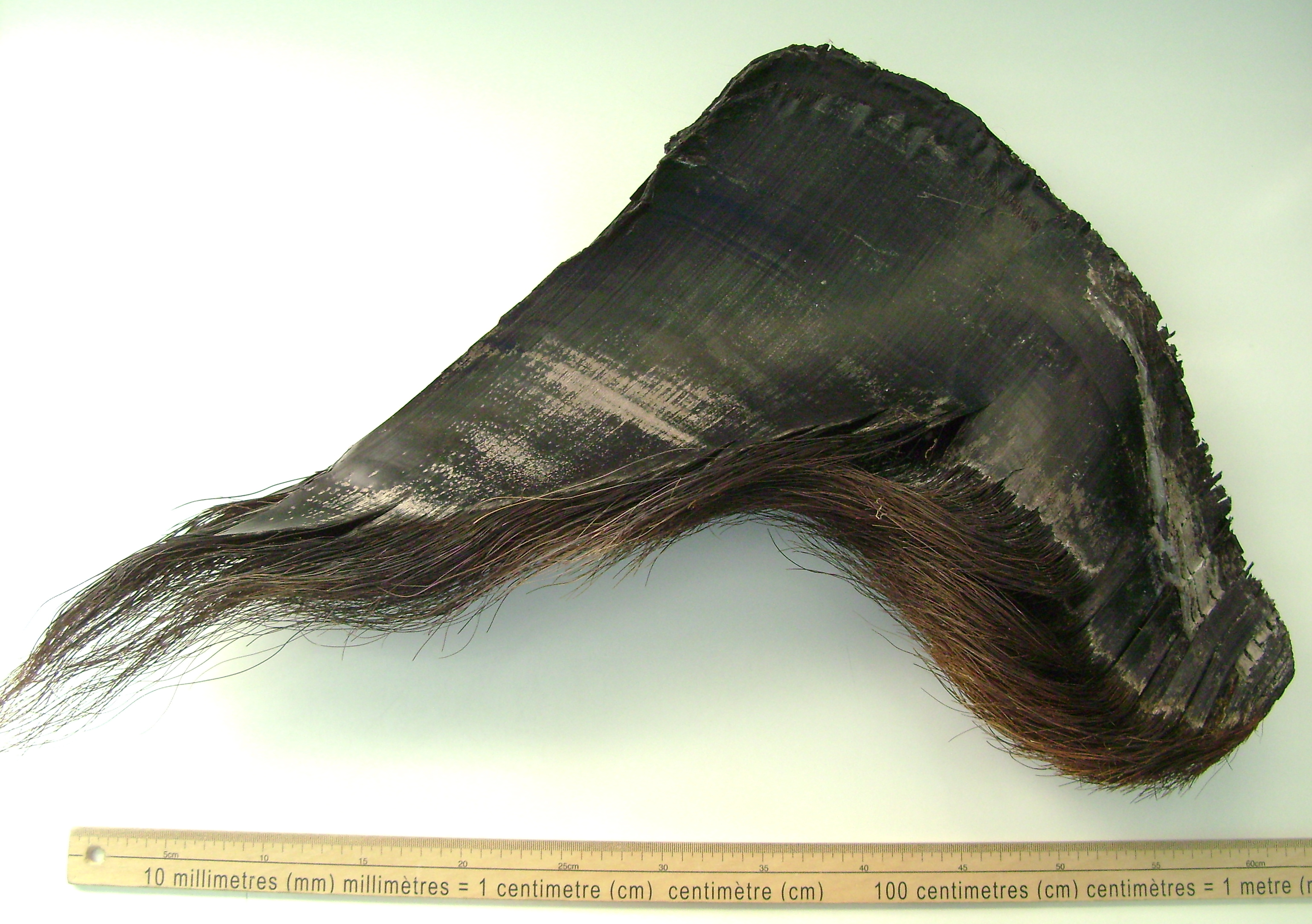
Fanoane de balenă albastră.

O balenă albastră adultă poate consuma până la 40 de milioane de exemplare de krill într-o zi. Balenele se hrănesc întotdeauna în zonele în care este cea mai mare concentrație de krill, consumând uneori până la 3.600 kg de krill într-o singură zi. Necesarul zilnic de energie al unei balene albastre adulte este în preajma a 1,5 milioane de kilocalorii. Hrănirea lor este afectată de variații sezoniere. Balenele albastre se hrănesc masiv cu krill în apele bogate din Antarctica înainte de a migra spre zonele de împerechere din apele mai puțin bogate din preajma Ecuatorului. Balena albastră poate acumula de 90 de ori mai multă energie decât consumă, ceea ce îi permite constituirea de considerabile rezerve de energie.
Întrucât krillul se deplasează, balenele albastre se hrănesc de regulă la adâncimi de peste 100 m în timpul zilei, hrănindu-se și la suprafață, dar numai pe timp de noapte. Duratele scufundărilor sunt de regulă de 10 minute la hrănire, deși sunt frecvente și scufundări de până la 20 de minute. Cea mai lunga scufundare înregistrată a fost de 36 de minute. Balena se hrănește efectuând un salt înainte înspre un grup de krill, luând în gură numeroase animale și o mare cantitate de apă. Apa este apoi împinsă afară printre fanoane de presiunea exercitată de sacul ventral și de limbă. Odată gura eliberată de apă, restul krillului, care nu trece prin fanoane, este înghițit. Balena albastră poate consuma, întâmplător și ocazional, și pești mici, crustacei și cefalopode pe care le prinde împreună cu krillul.

### Ciclul de viață al balenei albastre

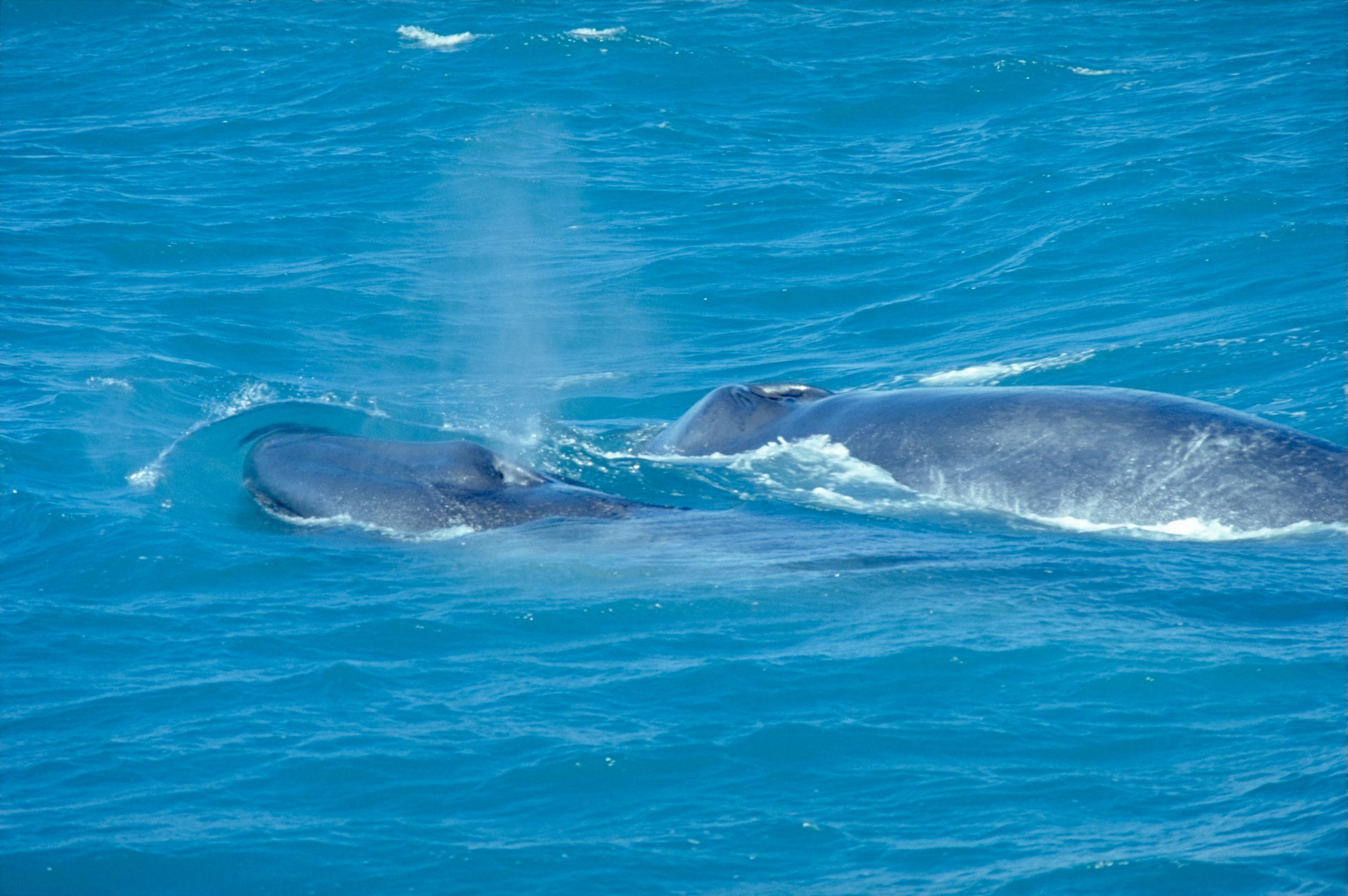
Pui de balenă albastră cu mama sa

Sezonul de împerechere începe la sfârșitul toamnei și continuă până la sfârșitul iernii. Se știu puține despre comportamentul sexual al balenelor albastre și despre locurile lor de împerechere. Femelele nasc de regulă o dată la fiecare 2–3 ani la începutul iernii după o perioadă de gestație de 10–12 luni. Puiul cântărește circa 2,5 tone și are aproximativ 7 m lungime. Puii de balenă albastră beau 380–570 litri de lapte pe zi. Puiul este înțărcat după șase luni, moment la care și-a dublat lungimea. Maturitatea sexuală este atinsă de regulă la vârsta de 5–10 ani. În emisfera nordică, arhivele din anii vânătorii arată că masculii cu lungimi de 20–21 m și femelele 21–23 m sunt la maturitate sexuală, în vreme ce în emisfera sudică, aceste lungimi sunt de 22,6 m și, respectiv, 24 m. În emisfera sudică, la maturitate, lungimea medie a masculilor este de 25 m și a femelelor de 26,5 m. În Pacificul de Nord, studii fotogrammetrice au arătat că balenele albastre adulte au în medie 21,6 m, cu un maxim de peste 24,4 m – deși a fost găsită o femelă de 26,5 m eșuată lângă Pescadero, California în 1979.
Oamenii de știință estimează că balenele albastre pot trăi cel puțin 80 de ani, dar, cum nu există înregistrări individuale din epoca vânătorii de balene, acest lucru nu va fi cunoscut cu siguranță mulți ani. Cel mai îndelungat studiu atestat al unui singur individ are 34 de ani, pe un exemplar din Pacificul de Nord-Est. Unicul prădător natural al balenelor albastre este orca. Studiile au arătat că până la 25% din balenele albastre mature au cicatrici rezultate în urma atacurilor unor orci. Rata mortalității acestor atacuri nu este cunoscută.
Balenele albastre ajung pe uscat extrem de rar și, datorită structurii sociale a speciei, eșuări masive ale unor grupuri de balene nu s-au înregistrat niciodată. Când au loc aceste eșuări, ele pot intra ușor în atenția publicului. În 1920, o balenă albastră a eșuat lângă Bragar pe Insula Lewis din Hebridele Exterioare, Scoția. Fusese împușcată de vânătorii de balene, dar harponul nu a explodat. Ca și la alte mamifere, instinctul fundamental al balenei a fost de a continua să respire cu orice preț, chiar dacă aceasta a însemnat ieșirea pe uscat pentru a evita înecul. Două dintre oasele balenei au fost ridicate în formă de monument lângă o șosea principală de pe insulă și rămân în continuare o atracție turistică.

### Sunetele balenei albastre
Estimările făcute de Cummings și Thompson (1971) sugerează că nivelul la sursă al sunetelor produse de balenele albastre se ridică până la maxime aflate între 155 și 188 decibeli la o presiune de referință de un micropascal la un metru. Toate grupurile de balene albastre produc sunete la o frecvență fundamentală între 10 și 40 Hz; cea mai joasă frecvență recepționată de urechea umană este de 20 Hz. Sunetele produse de balenele albastre durează între zece și treizeci de secunde. Exemplarele din largul coastelor Sri Lankăi au fost înregistrate „cântece” de patru note, cu durate de circa două minute fiecare, ce amintesc de celebrele cântece ale balenei cu cocoașă. Cum acest fenomen nu a mai fost observat la alte populații, cercetătorii cred că este unic subspeciei B. m. brevicauda (pigmeu).
Motivul vocalizărilor nu este cunoscut. Richardson et al. (1995) discută șase motive posibile:
1. Păstrarea distanței între indivizi;
2. Recunoașterea speciei și a indivizilor;
3. Transmisia de informații contextuale (de exemplu, hrănire, alarmă, curtare);
4. Păstrarea unei organizări sociale (de exemplu, apeluri de contact între femele și masculi);
5. Poziția unor trăsături geografice;
6. Poziția resurselor de hrană.

## Evoluția populației și vânătoarea de balene

### Epoca vânătorii de balene

Populațiile de balenă albastră au scăzut dramatic din cauza vânatului comercial.

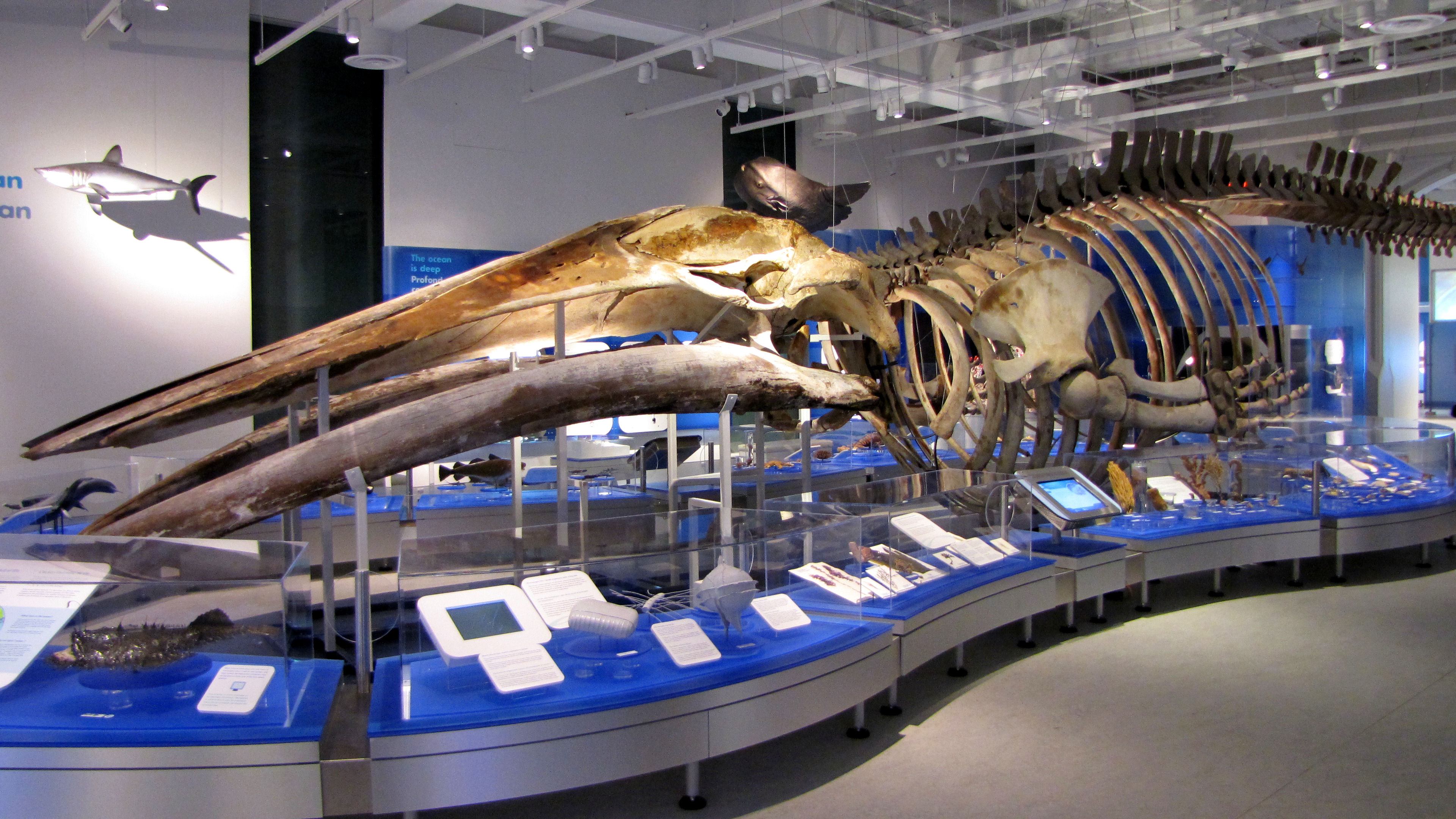
Schelet de balenă albastră la en din Ottawa, Ontario.

Balenele albastre nu sunt ușor de capturat sau de ucis. Viteza și forța lor făcea ca ele să fi fost rareori urmărite de primii vânători de balene, care se îndreptau mai ales spre cașaloți și spre balenele drepte⁠(en)[traduceți]. În 1864, norvegianul Svend Foyn a echipat un vapor cu harpon proiectate special pentru prinderea balenelor mari. Deși era la început complicat și avea o rată de succes foarte scăzută, Foyn a perfecționat pușca-harpon, și în curând s-au înființat mai multe posturi de vânătoare pe coasta Finnmarkului, în Norvegia nordică. Din cauza disputelor cu pescarii localnici, ultimul post de vânători de balene din Finnmark a fost închis în 1904.
Curând după aceea, balenele albastre erau vânate în largul coastelor Islandei (1883), Insulelor Feroe (1894), Newfoundlandului (1898) și Spitsbergenului (1903). În 1904–05, au fost capturate primele balene albastre în largul Georgiei de Sud. Până în 1925, când deja vasele de serie erau dotate cu rampă la pupa și cu propulsie cu aburi, rata de prindere a balenelor albastre, și a balenelor în general, în Antarctica și sub-Antarctica a început să crească semnificativ. În sezonul 1930–1931, aceste vase au vânat 29.400 de balene albastre doar în Antarctica. La sfârșitul celui de al Doilea Război Mondial, populațiile erau semnificativ reduse și, în 1946, s-au introdus primele cote maxime ce restricționau comerțul internațional cu balene. Măsura a rămas ineficientă din lipsa diferențierii între specii, speciile rare putând fi vânate pe picior de egalitate cu cele aflate într-o relativă abundență.
Arthur C. Clarke, în cartea sa din 1962 Profiles of the Future, a fost primul intelectual de marcă ce a atras atenția asupra sorții balenei albastre. El a menționat creierul ei mare și a spus: „nu cunoaștem adevărata natură a entității pe care o distrugem.”
Vânatul balenei albastre a fost interzis în 1966 de către Comisia internațională pentru vânătoarea de balene, și vânătoarea ilegală practicată de URSS a fost oprită în sfârșit în anii 1970, moment în care deja fuseseră omorâte 330.000 de balene albastre în Antarctica, 33.000 în restul Emisferei Sudice, 8.200 în Pacificul de Nord și 7.000 în Atlanticul de Nord. Cele mai mari populații inițiale, cele din Antarctica, fuseseră reduse la 0,15% din numărul inițial.

### Populația și distribuția actuală

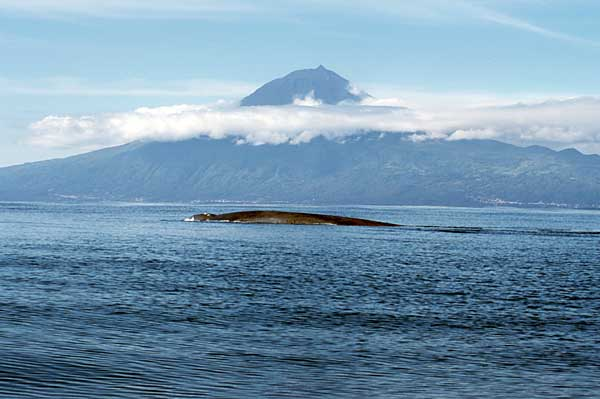
Balenă albastră în dreptul Insulelor Azore

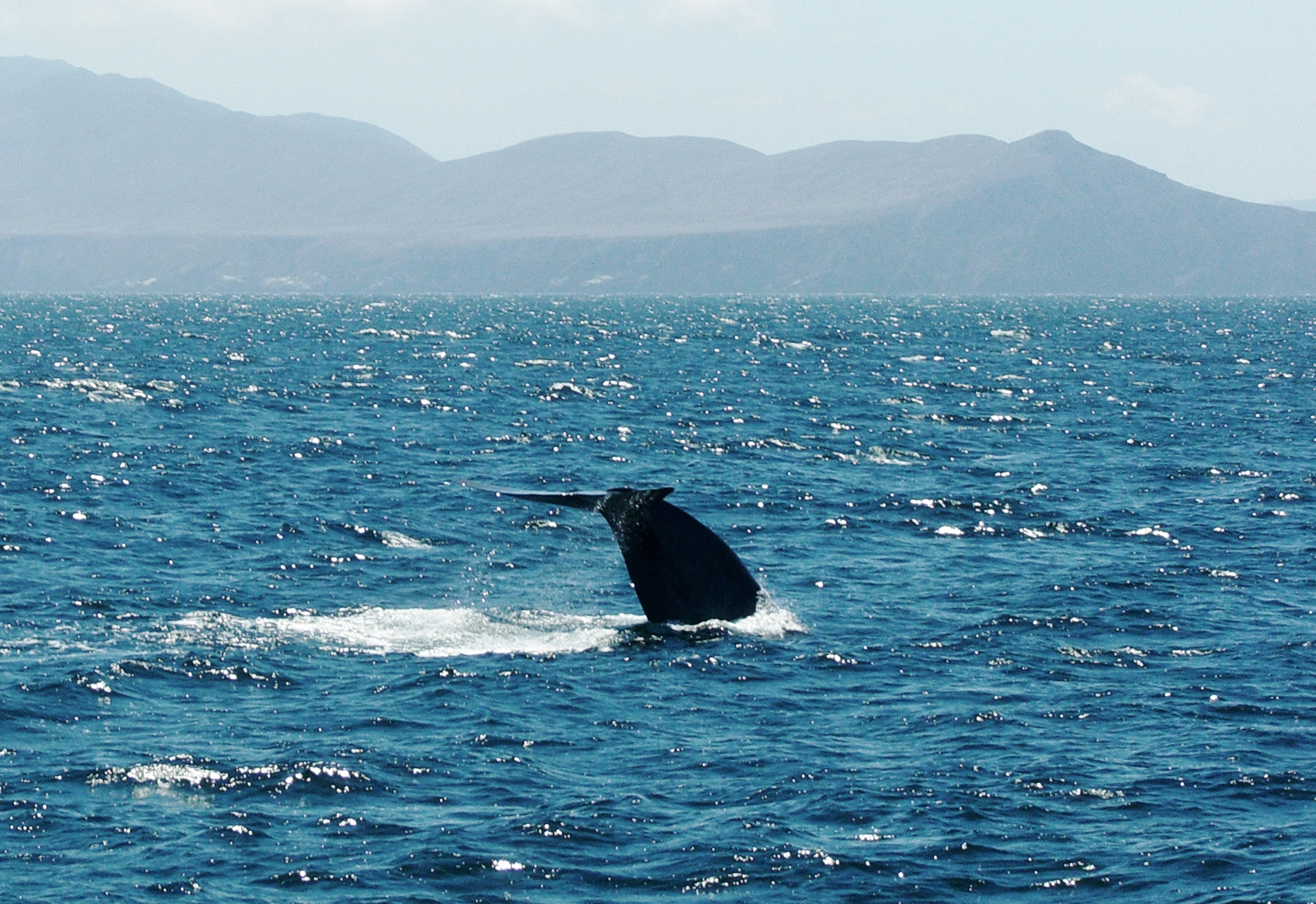
Vârful cozii unei balene albastre, cu Insulele Canalului Santa Barbara în fundal

De la introducerea interdicției de vânătoare, studiile nu au reușit să stabilească dacă populația dependentă de conservare⁠(en)[traduceți] de balenă albastră crește sau rămâne stabilă. În Oceanul Antarctic, cele mai bune estimări arată o creștere semnificativă de 7,3% pe an de la sfârșitul vânatului ilegal practicat de sovietici, dar cifrele totale rămân sub 1% din valoarea inițială. S-a sugerat și că populațiile islandeză și californiană sunt în creștere, dar aceste creșteri nu au semnificație statistică. Populația mondială totală a fost estimată între 5.000 și 12.000 în 2002, deși există mari nivele de incertitudine în aproximările disponibile pentru multe zone.
Lista Roșie a IUCN consideră balena albastră ca specie „periclitată”, încă de la începuturile acestei liste. În Statele Unite, National Marine Fisheries Service⁠(en)[traduceți] le listează ca periclitate conform Legii Speciilor Amenințate. Cea mai mare concentrare cunoscută, formată din circa 2.800 de indivizi, este populația din Pacificul de Nord-Est a subspeciei de balenă albastră nordică (B. m. musculus), areal ce se întinde din Alaska până în Costa Rica, dar în care exemplarele sunt mai frecvent întâlnite în California pe timp de vară. Mai rar, această populație vizitează și Pacificul de nord-vest între Kamceatka și extremitatea nordică a Japoniei.
În Atlanticul de Nord, sunt recunoscute două grupuri de B. m. musculus. Primul se găsește în largul coastelor Groenlandei, Newfoundlandului, Novei Scotia și în zona Golfului Sfântul Laurențiu. Acest grup este estimat la un total de 500 de exemplare. Al doilea, mai estic, se află în zona Azorelor primăvara și migrează spre Islanda în iulie și august; se consideră că balenele urmează în ruta lor de migrație Dorsala Atlantică între cele două insule vulcanice. La nord de Islanda, balene albastre au fost observate până la insulele Svalbard și Jan Mayen, deși foarte rar. Oamenii de știință nu știu unde își petrec aceste balene iarna. Populația totală a Atlanticului de Nord este estimată a fi între 600 și 1.500.
În Emisfera Sudică par să existe două subspecii distincte, B. m. intermedia, balena albastră antarctică, și mai puțin studiata balenă albastră pigmeu, B. m. brevicauda, găsită în apele Oceanului Indian. Cele mai recente studii (de prin 1998) dădeau o estimare de 2.280 de balene albastre în Oceanul Antarctic (dintre care mai puțin de 1% ar putea fi balene albastre pigmeu). Estimările unui studiu din 1996 arată că 424 de balene albastre pigmeu se aflau numai într-o arie mică de la sud de Madagascar, astfel că probabil numărul lor în întregul Ocean Indian este de ordinul miilor. Dacă este așa, numărul global ar putea fi mult mai mare decât prezic estimările.
O a patra subspecie, B. m. indica, a fost identificată de Blyth în 1859 în nordul Oceanului Indian, dar dificultățile de identificare a trăsăturilor sale distinctive au condus la clasificarea acestui taxon ca sinonim pentru B. m. brevicauda, balena albastră pigmeu. Datele furnizate de vânătorii sovietici par să indice că dimensiunea femelei adulte este mai apropiată de cea a balenei albastre pigmeu decât de cea a subspeciei B. m. musculus, deși populațiile de B. m. indica și B. m. brevicauda par să fie discrete, iar sezonul de împerechere diferă cu aproape șase luni.
Traseele de migrație ale acestor subspecii nu sunt bine cunoscute. De exemplu, balenele albastre pigmeu au fost înregistrate în nordul Oceanului Indian (Oman, Maldive și Sri Lanka), unde ar putea forma o populație rezidentă distinctă. În plus, populația de balenă albastră care trăiește în largul coastelor chiliene și peruviene ar putea forma și ele o populație distinctă. Unele balene albastre antarctice se apropie de coasta Atlanticului de Sud pe timp de iarnă, și ocazional, vocalizările lor sunt recepționate în dreptul Perului, Australiei de Vest, și în nordul Oceanului Indian. În Chile, Centrul de Conservare a Cetaceelor⁠(en)[traduceți], susținut de Marina Chiliană, efectuează o activitate extinsă de cercetare și conservare pe o populație recent descoperită în largul coastelor Insulei Chiloé din Golful Corcovado⁠(es)[traduceți], unde au fost observate 326 de balene albastre în 2007.
Eforturile de a calcula cu mai mare precizie populația balenelor albastre sunt susținute de mamalogii de la Universitatea Duke, care întrețin baza de date OBIS-SEAMAP, o colecție de date de observare a mamiferelor marine provenite din circa 130 de surse.

### Alte amenințări

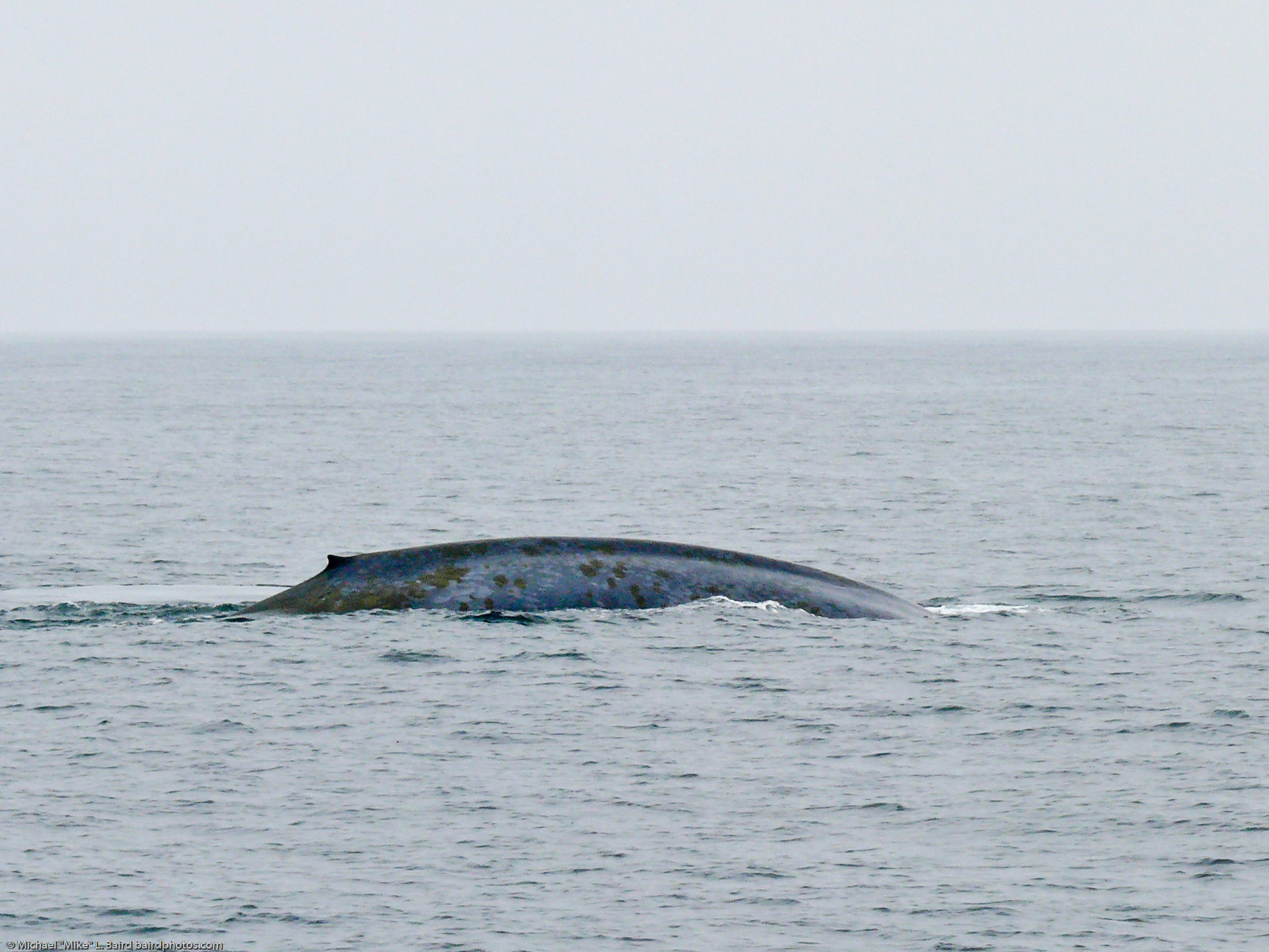
O balenă albastră iese la suprafață în largul insulei Santa Cruz din Insulele Canalului Californiei.

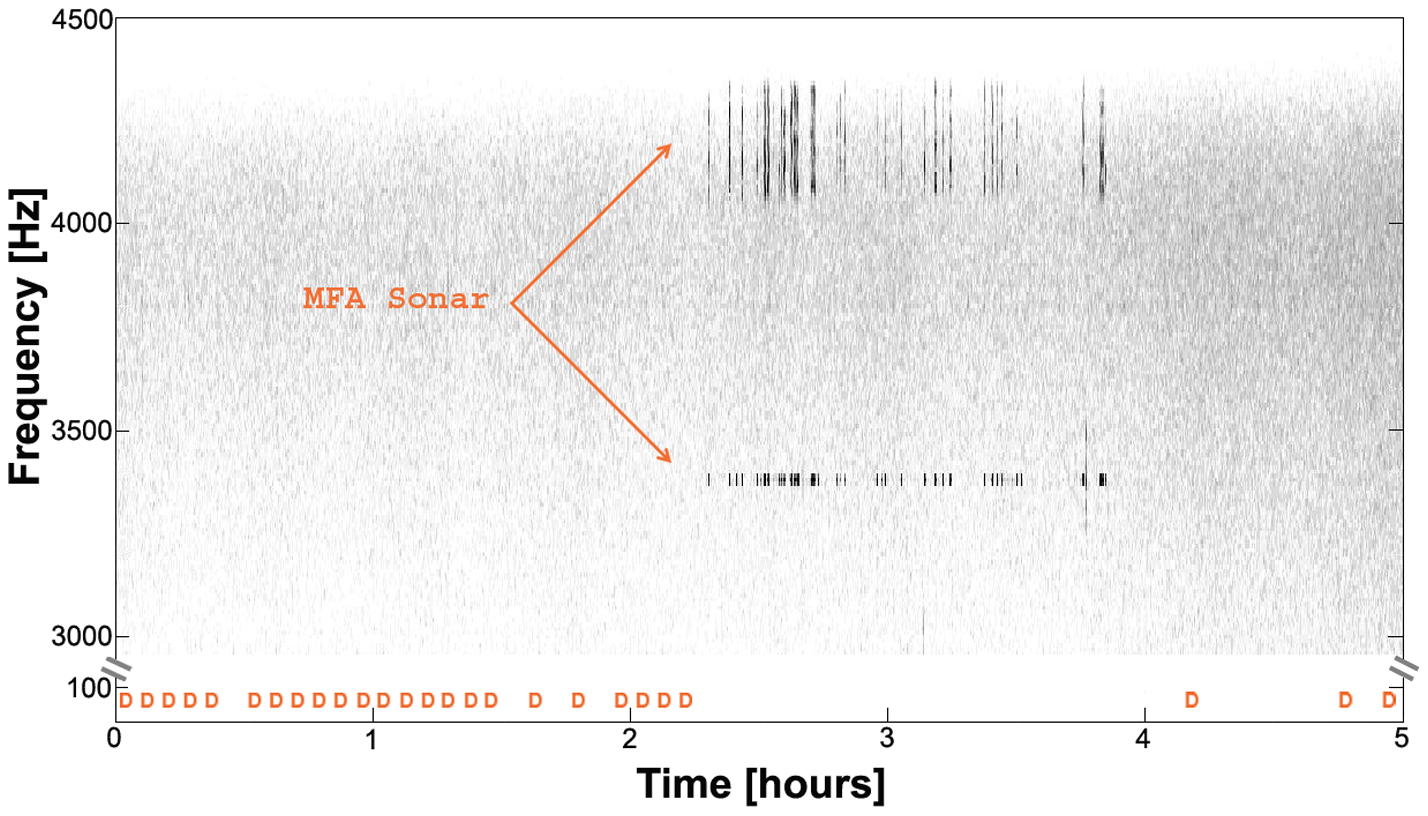
Balenele albastre încetează să mai producă sunete de hrănire D la activarea unui sonar de frecvență medie, deși gama de frecvențe a sonarului (1–8 kHz) este departe de cea a sunetelor balenelor (25–100 Hz).

Datorită dimensiunilor enorme, forței și vitezei lor, balenele albastre nu au practic prădători naturali. Există un singur caz documentat în National Geographic Magazine de balenă albastră atacată de orci în largul Peninsula Baja California; deși orcile nu au reușit să ucidă animalul imediat în cursul atacului, balena albastră a fost grav rănită și probabil a murit în urma rănilor după atac. Până la un sfert din balenele albastre identificate în Baja prezintă cicatrici în urma atacurilor de orcă.
Balenele albastre pot fi rănite, uneori fatal, în urma coliziunii cu vasele oceanice, și pot să se încurce în plasele de pescuit. Zgomotul oceanic, din ce în ce mai important, care cuprinde sonarele, acoperă vocalizările balenelor, ceea ce face mai dificilă comunicarea lor. Balenele albastre nu mai produc sunete de hrănire D după activarea unui sonar de frecvență medie, deși gama de frecvențe a sonarului (1–8 kHz) depășește cu mult gama de producere a sunetelor balenelor (25–100 Hz). Alte amenințări antropice la adresa refacerii populațiilor de balenă albastră sunt și acumularea de bifenil policlorurat (PCB) în corpul balenelor.
Cum încălzirea globală determină topirea rapidă a ghețarilor și permite pătrunderea unei cantități mai mari de apă dulce în oceane, există îngrijorări că această scădere a salinității oceanelor ar putea atinge un punct critic, cauzând perturbări ale circulației termohaline⁠(en)[traduceți]. Considerând că traseele de migrație ale balenei albastre se bazează pe temperatura oceanică, o perturbare a acestei circulații, care deplasează apa caldă și rece pe Glob, ar putea avea un efect asupra migrației. Balenele își petrec vara la latitudini mari, în zone reci, unde se hrănesc în ape ce abundă în krill; ele iernează la latitudini joase, în zone calde, unde se împerechează și nasc.
Schimbarea temperaturii oceanice ar putea afecta și proviziile de hrană ale balenei albastre. Încălzirea și scăderea salinității ar putea determina o schimbare semnificativă în abundența și locația krillului.

## Muzee

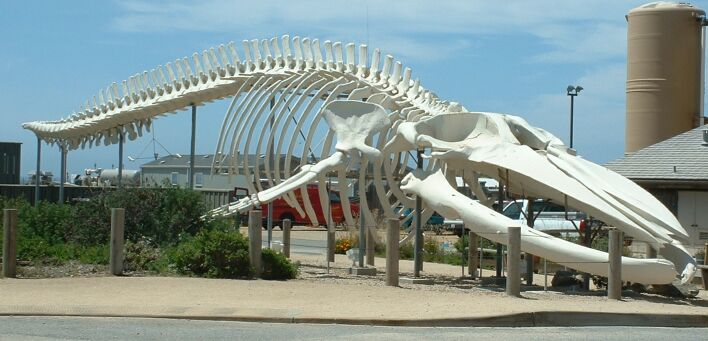
Schelet de balenă albastră, lângă Long Marine Laboratory de la Universitatea California, Santa Cruz

Muzeul de Istorie Naturală din Londra conține un celebru schelet și un model în mărime naturală al unei balene albastre, care au fost ambele primele de felul lor în lume, dar au fost de atunci replicate la Universitatea California, Santa Cruz. De asemenea Muzeul American de Istorie Naturală⁠(en)[traduceți] din New York City are un model în mărime naturală în Sala de Viață Oceanică „Familia Milstein”. Un schelet de balenă albastră tânără este instalat la New Bedford Whaling Museum⁠(en)[traduceți] din New Bedford, Massachusetts.
Acvariul Pacificului⁠(en)[traduceți] din Long Beach, California deține un model în mărime naturală al unei balene albastre cu un pui, suspendat de tavanul sălii principale. Muzeul Biodiversității Beaty⁠(en)[traduceți] de la Universitatea British Columbia, Canada, expune un schelet de balenă albastră (al cărui craniu este însă o replică de gips) chiar pe principalul bulevard al campusului. Un schelet adevărat de balenă albastră de la Muzeul Canadian al Naturii⁠(en)[traduceți] din Ottawa a fost dezvelit în mai 2010.
Muzeul de Istorie Naturală din Göteborg, Suedia, deține singura balenă albastră împăiată din lume. Scheletul aceleiași balene se găsește lângă ea, asamblat pe un perete. Muzeul orașului Melbourne⁠(en)[traduceți] deține un schelet de balenă albastră pigmeu.

## Croaziere de observare a balenelor
Balenele albastre pot fi întâlnite (doar rareori) în croazierele de whale-watching⁠(en)[traduceți] din Golful Maine⁠(en)[traduceți] și constituie principala atracție de-a lungul țărmului nordic al Golfului Sfântul Laurențiu și în estuarul Sfântul Laurențiu. Balene albastre pot fi văzute și în largul Californiei de Sud, începând încă din martie sau aprilie, perioada maximă fiind atinsă între lunile iulie și septembrie.
În Chile, proiectul Alfaguara⁠(en)[traduceți] combină măsuri de conservare pentru populația de balene care se hrănește în largul Insulei Chiloé, cu activități de ecoturism, cum ar fi whale-watching, care aduc beneficii economice localnicilor.
Whale-watching, care implică în principal balenele albastre, se desfășoară și la sud de Sri Lanka.